# Villa Santa Maria
Villa Santa Maria község (comune) Olaszország Abruzzo régiójában, Chieti megyében.

## Fekvése
A megye déli részén fekszik. Határai: Atessa, Bomba, Borrello, Colledimezzo, Fallo, Montebello sul Sangro, Monteferrante, Montelapiano, Pennadomo, Pietraferrazzana, Roio del Sangro és Rosello.

## Története
Első írásos említése a 14. századból származik. A következő századokban nemesi birtok volt. Önállóságát a 19. század elején nyerte el, amikor a Nápolyi Királyságban felszámolták a feudalizmust.

## Népessége
A népesség számának alakulása:

## Főbb látnivalói
- Palazzo Castracane
- Palazzo Caracciolo
- San Nicola di Bari-templom
- Madonna del Rosario-templom